# Межова вулиця (Київ)
Межова́ ву́лиця — вулиця в Подільському районі міста Києва, місцевості Вітряні гори, Виноградар, Мостицький масив. Пролягає від вулиці Байди-Вишневецького до Білицької вулиці.
Прилучаються Чигиринський та Биківський провулки, вулиці Івана Їжакевича, Перемишльська, Олександра Олеся, Генерала Грекова, Сергія Данченка, Полкова, проспекти Свободи та Європейського Союзу.

## Історія
Вулиця виникла на початку XX століття під назвою Пільнянський шлях. З'єднувала теперішню Галицьку вулицю (на той час — Піщану) і Білицьку вулицю. У 1944 році, після її об'єднання з 219-ю Новою вулицею, дістала сучасну назву. Пізніше до Межової вулиці було приєднано 76-ту Нову вулицю (за текстом постанови 1944 року про найменування — Хлібна вулиця).
У 1970–80-х роках внаслідок масового знесення приватних будинків на Вітряних горах, де Межову вулицю перетинали численні вулиці (в тому числі Велика Мостицька вулиця), утворився розрив у кілька кілометрів між різними частинами вулиці (між проспектом Свободи і Полковою вулицею). Нині на цих ділянках будівельні майданчики Сирецько-Печерської лінії Київського метрополітену.

### Російське вторгнення в Україну (2022)
П'ятиповерховий житловий будинок № 26 та сусідні будинки разом із прилеглою територією постраждали внаслідок падіння уламків російської крилатої ракети 18 березня 2022 року (під час повномасштабного російського вторгнення в Україну). Сталося загоряння з першого по третій поверхи будинку № 26, у цьому та навколишніх будинках було вибито шибки. Одна людина загинула, чотири  — травмовано, було евакуйовано 98 осіб.

## Житлові будинки по вулиці

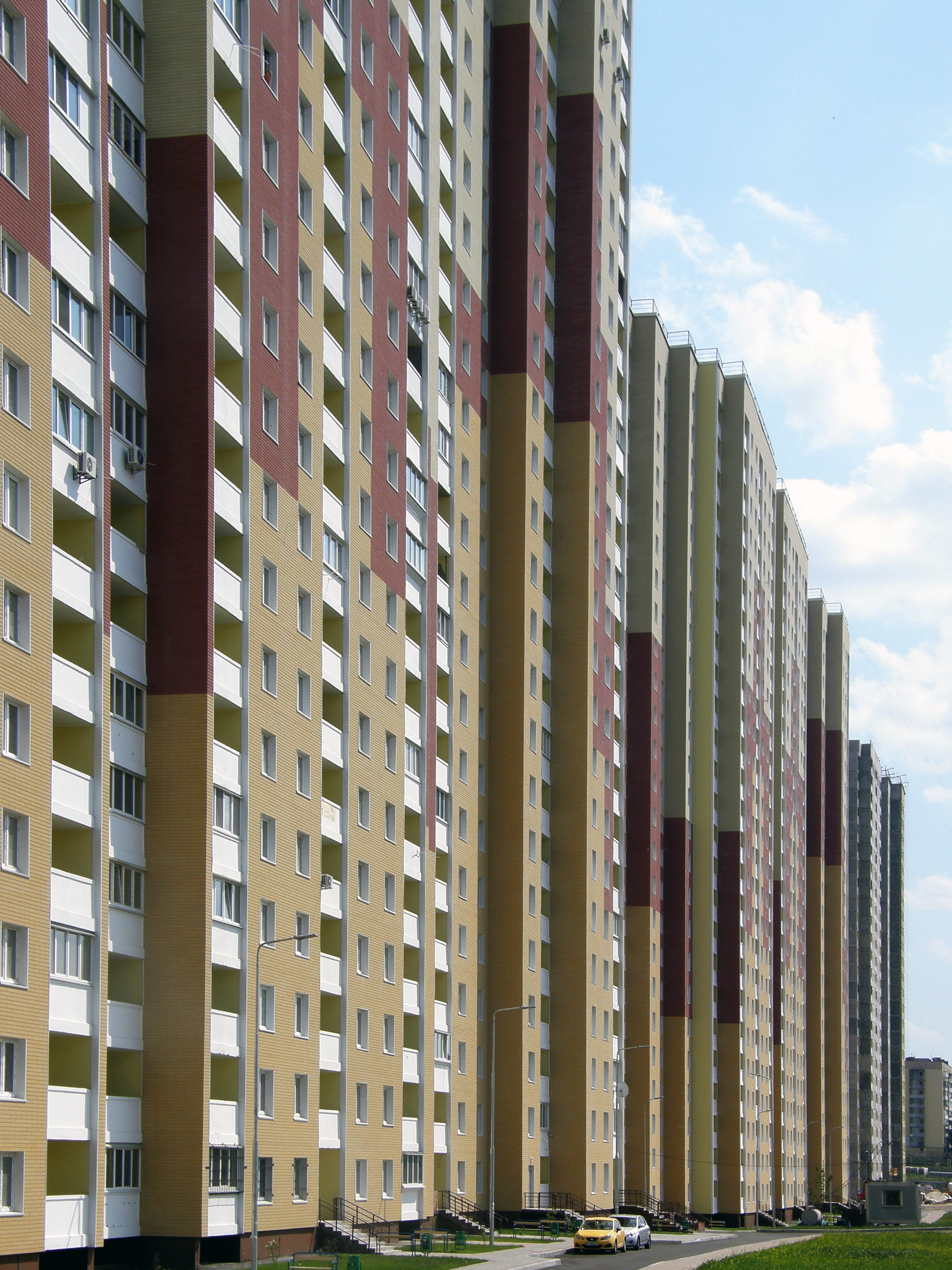
Кристер-Град (офіційно вулиця Сергія Данченка, 1–5)

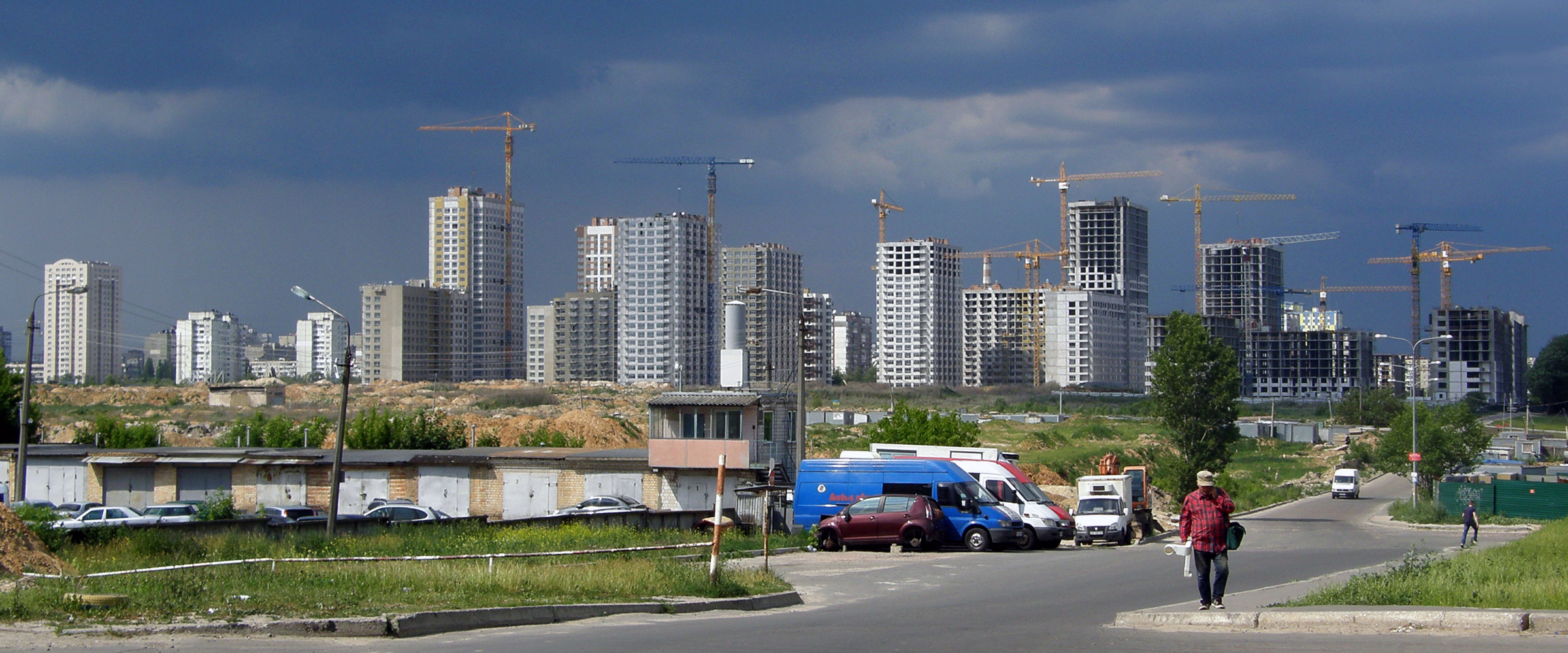
Будівництво Варшавського мікрорайону

| № будинку                | Серія                 | Кількість поверхів | Рік зведення |
| ------------------------ | --------------------- | ------------------ | ------------ |
| № 3, № 3-А, № 3-Б, № 3-В | індивідуальний проект | 2                  | 1957         |
| № 4                      | 1-215А-2              | 3                  | 1959         |
| № 5                      |                       | 4                  | 1959         |
| № 6                      | індивідуальний проект | 3                  | 1958         |
| № 7/8                    |                       | 3                  |              |
| № 8                      | індивідуальний проект | 3                  | 1959         |
| № 10                     |                       | 3                  | 1960         |
| № 11/12                  | 15-ВК                 | 5                  | 1965         |
| № 12 (гуртожиток)        |                       | 5                  |              |
| № 15                     | 15-ВК                 | 5                  | 1964         |
| № 18                     | 1-438-6м              | 5                  | 1963         |
| № 19                     | 15-КП                 | 5                  | 1965         |
| № 19-А                   | 1-480-15              | 4                  | 1962         |
| № 19-Б                   | 1-424                 | 5                  | 1965         |
| № 20, № 24               | 1-438-9               | 5                  | 1964         |
| № 21                     | 1-464-1               | 4                  | 1963         |
| № 21-А                   | 1-215А-2              | 3                  | 1961         |
| № 23                     | індивідуальний проект | 9                  | 1979         |
| № 26                     | 15-ВКМ                | 5                  | 1965         |
| № 119 (гуртожиток)       | 14-138А               | 5                  | 1974         |

### Будинки, фактично розташовані по Межовій вулиці
| № будинку                 | Серія      | Кількість поверхів | Рік зведення |
| ------------------------- | ---------- | ------------------ | ------------ |
| вулиця Сергія Данченка, 1 | АППС К-134 | 25                 | 2017         |
| вулиця Сергія Данченка, 3 | АППС К-134 | 25                 | 2017         |
| вулиця Сергія Данченка, 5 | АППС К-134 | 25                 | 2017         |
| Квітневий провулок, 1в    | КТ         | 16                 | 1992         |
| проспект Правди, 37       | КТ         | 16                 | 1984         |

## Установи та заклади
- Музична школа № 12 (буд. № 25)

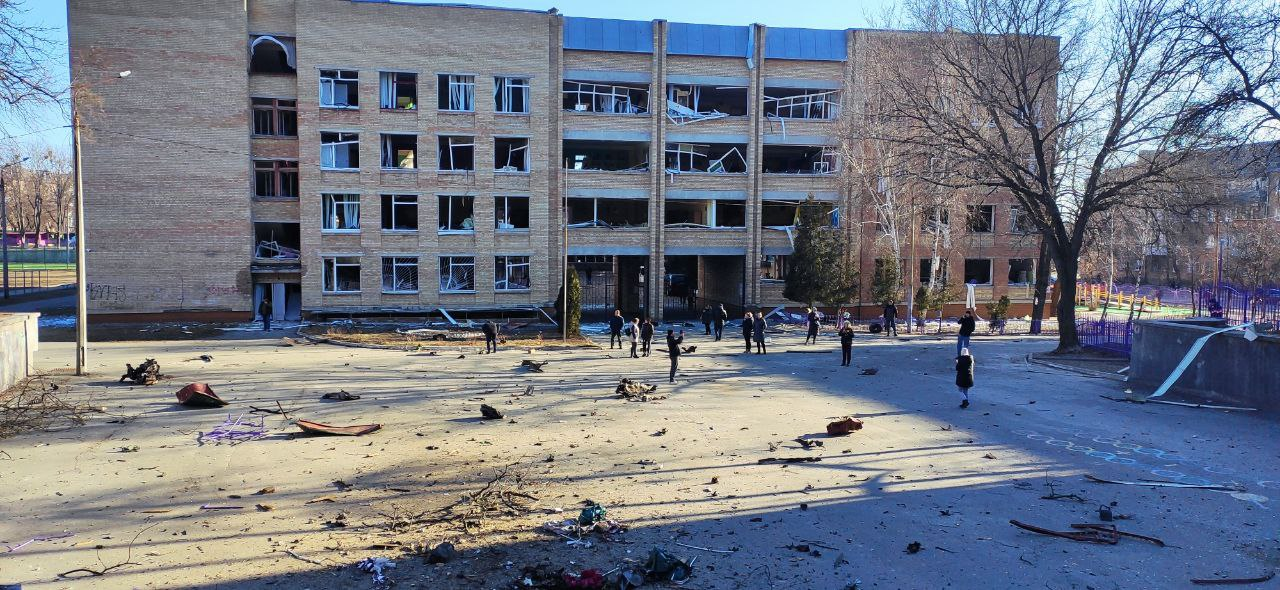
гімназія № 34 після російського обстрілу

- Гімназія № 34 «Либідь» імені Віктора Максименка (буд. № 22)
- Ясла-садок № 399 (буд. № 12-А)
- Ясла-садок № 45 (буд. № 17)
- Дошкільний навчальний заклад № 435 (буд. № 22-А)
- Школа-дитсадок «Родзинка» (буд. № 23-А)